# Cradle of Fear
Cradle of Fear (zu deutsch: ‚Wiege der Angst‘, britischer Alternativtitel: Frightfest) ist ein britischer Horror- und Gore-Film von Alex Chandon aus dem Jahr 2001. Der Film ist als Episodenfilm angelegt, wobei die vier Episoden durch eine Rahmenhandlung verbunden sind.
Dani Filth, der Frontmann und Sänger der Band Cradle of Filth, spielt eine der Hauptrollen.

## Handlung
Inspector Neilson nimmt Ermittlungen auf, nachdem er einen Tatort untersucht hat, an dem zwei junge Frauen namens Mel und Nikki ermordet wurden.
- Mel nimmt einen unbekannten (The Man) von einer Diskothek zu einem One-Night-Stand mit zu sich nach Hause. Dort fällt dieser brutal über Mel her und vergewaltigt sie. Am nächsten Morgen geht es Mel sehr schlecht und sie macht sich auf den Weg zu Nikki. Auf dem Weg hat sie mehrere Visionen von Dämonen und entstellten Personen. Panisch erreicht sie Nikkis Wohnung. Nikki kann Mel beruhigen und sie verbringen die Nacht gemeinsam in Nikkis Wohnung. In der Nacht bemerkt Mel, dass sich etwas in ihrem Bauch bewegt und weckt Nikki. Plötzlich bricht ein Dämon aus Mels Bauch und tötet die beiden Frauen.

Chief Inspector Roper befragt Neilson nach dessen eigenartigen Ermittlungsmethoden, die dessen Kollegen aufgefallen sind. Dabei unterhalten sich die Männer auch über Kemper, einen brutalen Serienmörder, dem Neilson vor einiger Zeit das Handwerk gelegt hat.
In der Psychiatrischen Anstalt Fenham Asylum schreibt Kemper eine Namensliste, welche er seinem Sohn, The Man, mittels einer Angel übergibt.
- Die Freundinnen Emma und Sophie dringen in die Wohnung eines alten Mannes ein, um diesen auszurauben. Als sie sein Geld gefunden haben, erwacht der Mann und fordert es zurück. Im folgenden Handgemenge wird er letztendlich von Sophie getötet. Da sie der Meinung ist, Emma nicht mehr trauen zu können, bringt sie auch diese um. Anschließend flüchtet Sophie in ihre Wohnung. Dort feiert sie das erbeutete Geld, bevor sie von ihren inzwischen untoten Opfern angegriffen und ermordet wird.

Nielson bekommt in der Zwischenzeit vier Akten von ermordeten Personen. In allen Fällen besteht der Zusammenhang, dass die Toten Verwandte von Menschen waren, die Kemper überführt und in die Anstalt gebracht haben. Unterdessen wird bei Sophie ein Medaillon mit Kempers Fingerabdruck gefunden. Daraufhin wird Kempers Zelle durchsucht.
- Nick führt mit Natalie ein Leben in Reichtum. Sein Glück ist jedoch nicht vollkommen: Er hat vor einiger Zeit sein Bein bei einem Unfall verloren. Nachdem Nicks Arzt ihm erklärt hat, dass man ihm das Bein eines frisch Verstorbenen transplantieren könnte, fasst dieser neuen Mut. Er besucht seinen früheren Freund Thomas, tötet ihn, raubt dessen linkes Bein und zwingt seinen Arzt zur Transplantation. In der Folge führen Nick und Natalie das Leben, das sie sich immer gewünscht haben. Nicks Glück wird nur vereinzelt von Visionen getrübt, in denen Thomas Natalie ermordet und sein Bein zurückfordert. Während der Autofahrt zu einer Party macht sich das transplantierte Bein plötzlich selbstständig, drückt auf das Gaspedal und blockiert die Bremse. Bei dem Unfall stirbt Natalie sofort. Nick versucht, sich das Bein abzuschneiden, und tötet sich anschließend mit einem Stich in den Hals selbst.

Bei der Untersuchung des Unfalls von Nick und Natalie findet Inspector Nielson heraus, dass dieser der Sohn des Vorsitzenden der Jury war, die Kemper letztendlich bei dessen Gerichtsverhandlung in die Psychiatrischen Anstalt hat einweisen lassen. Etwas später wird der Inspector informiert, dass bei der Durchsuchung von Kempers Zelle eine Namensliste gefunden wurde, auf der Nielsons Name steht.
- Inspector Nielsons Sohn Richard arbeitet bei einem Internetprovider. Sein Aufgabengebiet umfasst das Aufspüren von Websites mit illegalem Inhalt. Während der Arbeit stößt er auf die Snuffwebsite The Sick Room, auf der man gegen Bezahlung aus einem Menü Foltermethoden auswählen kann, welche dann per Livestream an einem Opfer ausgeführt werden. Immer mehr von dieser Seite in den Bann gezogen, verliert Richard seinen Job und letztendlich wird seine Wohnung gepfändet. In seinem Wahn nach mehr „Vergnügen“ macht er sich auf die Suche nach den Betreibern der Website. Als er diese findet, landet er als Opfer in der Folterkammer und The Man lässt ihn über das Foltermenü der Website töten.

Als Inspector Nielson von Chief Inspector Ropert über den Tod Richards informiert wird, schlägt er diesen bewusstlos und fährt zum Fenham Asylum, um Kemper zu töten. Mit vorgehaltener Waffe zwingt er die Angestellten der Anstalt, ihm die Zelle zu öffnen. Er schließt sich mit Kemper in der Zelle ein und schießt mehrfach auf ihn, ohne ihn sofort umzubringen. Nach einiger Zeit gelingt es dem Sicherheitsdienst, in die Zelle einzudringen und sie verhindern, dass Nielson Kemper erschießt. Einer der Sicherheitsleute entpuppt sich jedoch als The Man. Er tötet alle anderen Sicherheitsleute und Angestellte, bevor Nielson ihm in den Kopf schießt. Anschließend tötet er Kemper. Plötzlich erhebt sich The Man, ein Dämon bricht aus seinem Körper hervor und greift den Inspector an.

## Kritik
„Ein nicht nur handwerklich fragwürdiges Blutbad, das spekulativ Genrezitate aneinanderreiht.“

## Produktion
Nachdem Alex Chandon beim Musikvideo zum Lied From the Cradle to Enslave der Band Cradle of Filth Regie geführt hatte, konnte er deren Frontmann Dani Filth von seinem geplanten Episodenfilm überzeugen und als Darsteller gewinnen. Das nötige Budget für den Film wurde erst zugesichert, nachdem die Investoren erfahren hatten, dass Filth die Rolle des The Man übernimmt. Die übrigen damaligen Bandmitglieder bekamen von Chandon Kurzauftritte als Dämonen oder Passanten.
Louie Brownsell, der Darsteller des Nick in Episode 3, hat sein linkes Bein tatsächlich bei einem Unfall verloren, was die Special Effects dieser Episode erst möglich machte.
Cradle of Fear orientiert sich stark an dem Horrorfilm Asylum; Chandon legte ihn ebenfalls in vier Episoden mit einer Rahmenhandlung in einer psychiatrischen Anstalt an.

## Fassungen
Neben der ungeschnittenen Fassung von Cradle of Fear, die FSK-ungeprüft ist, der britischen Fassung entspricht und nur in Österreich vertrieben wird, wurde in Deutschland eine um ca. zehn Minuten geschnittene Fassung veröffentlicht. Diese Fassung bekam von der Freiwilligen Selbstkontrolle der Filmwirtschaft eine Freigabe ab 18 Jahren. Im März 2018 erhielt auch die ungeschnittene Fassung von der FSK eine Altersfreigabe ab 18 Jahren.